# Arquidiocese de Morelia
A Arquidiocese de Morelia (em latim: Archidiœcesis Moreliensises) é uma arquidiocese da Igreja Católica situada em Morelia, no México. É fruto da elevação da diocese de Morelia, em 1924.  Seu atual arcebispo é Carlos Garfias Merlos. Sua sé é a Catedral de Morelia.
Em 2016 possuía 239 paróquias servidas por 580 padres, contando com 93% da população jurisdicionada batizada. 

## Prelados
| #                      | Nome                                                                | Período    | Notas                                                    |
| Arcebispos             | Arcebispos                                                          | Arcebispos | Arcebispos                                               |
| ---------------------- | ------------------------------------------------------------------- | ---------- | -------------------------------------------------------- |
| 9º                     | Carlos Garfias Merlos                                               | 2016 -     | Atual                                                    |
| 8º                     | Alberto Cardeal Suárez Inda                                         | 1995-2016  | Arcebispo emérito                                        |
| 7º                     | Estanislao Alcaraz y Figueroa                                       | 1972-1995  |                                                          |
| 6º                     | Manuel Martín del Campo y Padilla                                   | 1970-1972  |                                                          |
| 5º                     | Luis María Altamirano y Bulnes                                      | 1941-1970  |                                                          |
| 4º                     | Leopoldo Ruiz y Flores                                              | 1911-1941  |                                                          |
| 3º                     | Atenógenes Silva y Álvarez Tostado                                  | 1900-1911  |                                                          |
| 2º                     | José Ignacio Árciga Ruiz de Chávez                                  | 1868-1900  |                                                          |
| 1º                     | Clemente de Jesús Munguía y Núñez                                   | 1863-1868  |                                                          |
| Arcebispos-coadjutores |                                                                     |            |                                                          |
|                        | José Armando Álvarez Cano                                           | 2025-      | Atual                                                    |
|                        | Manuel Martín del Campo y Padilla                                   | 1965-1970  |                                                          |
|                        | Luis María Altamirano y Bulnes                                      | 1937-1941  |                                                          |
|                        | Luis María Martínez y Rodríguez                                     | 1934-1937  | Não assumiu, nomeado Arcebispo do México                 |
| Bispos                 |                                                                     |            |                                                          |
| 33º                    | Clemente de Jesús Munguía y Núñez                                   | 1850-1863  | Elevado à Arcebispo                                      |
| 32º                    | Juan Cayetano José María Gómez de Portugal y Solís                  | 1831-1850  |                                                          |
| 31º                    | Manuel Abad y Queipo                                                | 1811       | Bispo eleito, sem aprovação papal.                       |
| 30º                    | Marcos de Moriana y Zafrilla                                        | 1805-1810  |                                                          |
| 29º                    | Francisco Antonio de San Miguel Iglesia Cajiga, O.S.H.              | 1783-1804  |                                                          |
| 28º                    | Juan Ignacio de la Rocha                                            | 1777-1782  |                                                          |
| 27º                    | Luis Fernando de Hoyos y Mier                                       | 1773-1776  |                                                          |
| 26º                    | Pedro Anselmo Sánchez de Tagle                                      | 1757-1772  |                                                          |
| 25º                    | Martín de Elizacoechea                                              | 1745-1756  |                                                          |
| 24º                    | Francisco Pablo Matos Coronado                                      | 1741-1744  |                                                          |
| 23º                    | José Félix Valverde                                                 | 1738-1741  |                                                          |
| 22º                    | Juan José de Escalona y Calatayud                                   | 1728-1737  |                                                          |
| 21º                    | Francisco de la Cuesta, O.S.H.                                      | 1723-1724  | Arcebispo (título pessoal)                               |
| 20º                    | Felipe Ignacio Trujillo y Guerrero                                  | 1713-1721  |                                                          |
| 19º                    | Manuel de Escalante Colombres y Mendoza                             | 1704-1708  |                                                          |
| 18º                    | García Felipe de Legazpi y Velasco Altamirano y Albornoz            | 1700-1704  | Nomeado Bispo de Puebla de los Ángeles                   |
| 17º                    | Juan de Ortega Cano Montañez y Patiño                               | 1682-1700  | Nomeado Arcebispo do México                              |
| 16º                    | Antonio de Monroy y Hijar, O.P.                                     | 1680       | Não assumiu, nomeado Arcebispo de Santiago de Compostela |
| 15º                    | Francisco de Aguiar y Seijas y Ulloa                                | 1677-1680  | Nomeado Arcebispo do México                              |
| 14º                    | Francisco Verdín y Molina                                           | 1673-1675  |                                                          |
| 13º                    | Francisco Antonio Sarmiento de Luna y Enríquez, O.S.A.              | 1668-1673  | Nomeado Bispo de Almeria                                 |
| 12º                    | Payo Enríquez de Rivera Manrique, O.S.A.                            | 1668       | Nomeado Arcebispo do México                              |
| 11º                    | Marcos Ramírez de Prado y Ovando, O.F.M.                            | 1639-1666  | Nomeado Arcebispo do México                              |
| 10º                    | Francisco de Rivera y Pareja, O. de M.                              | 1629-1637  |                                                          |
| 9º                     | Alonso Orozco Enriquez de Armendáriz Castellanos y Toledo, O. de M. | 1624-1628  |                                                          |
| 8º                     | Baltazar de Cobarrubias y Múñoz, O.S.A.                             | 1608-1622  |                                                          |
| 7º                     | Juan Fernández de Rosillo (Rovillo)                                 | 1603-1606  |                                                          |
| 6º                     | Andrés de Ubilla, O.P.                                              | 1603       |                                                          |
| 5º                     | Domingo de Ulloa, O.P.                                              | 1598-1601  |                                                          |
| 4º                     | Alonso Guerra, O.P.                                                 | 1592-1596  |                                                          |
| 3º                     | Juan de Medina Rincón y de la Vega, O.S.A.                          | 1574-1588  |                                                          |
| 2º                     | Antonio Ruíz de Morales y Molina, O.S.                              | 1566-1572  |                                                          |
| 1º                     | Vasco de Quiroga                                                    | 1536-1565  |                                                          |
| Bispos-auxiliares      |                                                                     |            |                                                          |
|                        | Víctor Alejandro Aguilar Ledesma                                    | 2016-2021  | Nomeado Bispo de Celaya                                  |
|                        | Herculano Medina Garfias                                            | 2015-2024  | Nomeado Bispo de Ciudad Guzmán                           |
|                        | Juan Espinoza Jiménez                                               | 2010-2021  | Nomeado Bispo de Aguascalientes                          |
|                        | Carlos Suárez Cázares                                               | 2008-2021  | Bispo auxiliar emérito                                   |
|                        | Octavio Villegas Aguilar                                            | 2005-2015  | Bispo auxiliar emérito                                   |
|                        | Francisco Moreno Barrón                                             | 2002-2008  | Nomeado Bispo de Tlaxcala                                |
|                        | Leopoldo González González                                          | 1999-2005  | Nomeado Bispo de Tapachula                               |
|                        | Román Acevedo Rojas                                                 | 1967-1983  |                                                          |
|                        | José de Jesús Tirado Pedraza                                        | 1963-1965  | Nomeado Bispo de Ciudad Victoria                         |
|                        | Salvador Martinez Silva                                             | 1951-1969  |                                                          |
|                        | Luis María Martínez y Rodríguez                                     | 1923-1934  | Nomeado Arcebispo coadjutor                              |
|                        | José Ignacio Árciga Ruiz de Chávez                                  | 1866-1868  | Elevado à Arcebispo                                      |
|                        | José Antonio de la Peña y Navarro                                   | 1862-1863  | Nomeado Bispo de Zamora                                  |
|                        | Benito María de Moxó y Francolí O.S.B.                              | 1803-1805  | Nomeado Arcebispo de La Plata o Charcas                  |